# Washington (Maine)
Washington és una població dels Estats Units a l'estat de Maine (EUA). Segons el cens del 2000 tenia 1.345 habitants.

## Demografia
Segons el cens del 2000, Washington tenia 1.345 habitants, 518 habitatges, i 361 famílies. La densitat de població era de 13,7 habitants/km².
Dels 518 habitatges en un 32% hi vivien nens de menys de 18 anys, en un 57,7% hi vivien parelles casades, en un 8,3% dones solteres, i en un 30,3% no eren unitats familiars. En el 22,2% dels habitatges hi vivien persones soles el 6,9% de les quals corresponia a persones de 65 anys o més que vivien soles. El nombre mitjà de persones vivint en cada habitatge era de 2,54 i el nombre mitjà de persones que vivien en cada família era de 2,96.
Per edats la població es repartia de la següent manera: un 23,8% tenia menys de 18 anys, un 6,5% entre 18 i 24, un 29,3% entre 25 i 44, un 29,5% de 45 a 60 i un 10,9% 65 anys o més.
L'edat mediana era de 40 anys. Per cada 100 dones de 18 o més anys hi havia 102,2 homes.
La renda mediana per habitatge era de 35.492 $ i la renda mediana per família de 40.486 $. Els homes tenien una renda mediana de 29.375 $ mentre que les dones 21.136 $. La renda per capita de la població era de 15.488 $. Entorn del 8,8% de les famílies i el 13,4% de la població estaven per davall del llindar de pobresa.